# Transparify
Transparify est une initiative fournissant une évaluation globale de la transparence financière des principaux groupes de réflexion (think tanks), sur la base de critères tels que la publication (accessible à tous) de leurs sources de financement, leur montant de financement annuels et les projets de recherche spécifiques soutenus par ce financement. En regroupant les think-tanks évalués par pays, ceux du Royaume-Uni sont les moins bien classés. 
L'ONG (organisme à but non lucratif) est basé en Géorgie. Il est financé par l'Open Society Foundations (organisme créé par George Soros).
Son directeur exécutif est Hans Gutbrod.

## Évaluation et notation
Transparify utilise un système de classement à cinq étoiles.
Les institutions les plus transparentes quant à leur financement reçoivent une note de cinq étoiles, celles qui sont « globalement transparentes » reçoivent quatre étoiles. Trois étoiles et moins sont attribuées aux think tanks qui manquent de transparence.

## 2014
C'est l'année de la première série de classements (publiée en mai). Transparify y a évalué 169 think tanks basés dans 47 pays.
Parmi ces derniers, seuls 21 ont reçu une note de cinq étoiles et 14 une note de quatre étoiles.

## 2015
Toujours sur 169 think tanks répartis dans 47 pays, Transparify conclue de son évaluation que « Pris en tant que groupe, les think tanks britanniques réduisent la moyenne européenne » (voir détails plus bas).

## Le cas particulier desthink tanksdu Royaume-Uni
Transparify note (en 2015) que — considérés en tant que groupe — les think tanks anglais réduisent significativement la moyenne européenne. 
Trois organisations au Royaume-Uni ont été jugées particulièrement « opaques » :
- LSE IDEAS,
- Institute of Economic Affairs,
- International Institute for Strategic Studies[5].

LSE IDEAS s'est dit « extrêmement surpris » par sa cote d'une étoile, insistant sur le fait que ses détails financiers sont  « disponibles en ligne ainsi que sur papier et peuvent être facilement trouvés sur la page d'accueil de LSE IDEAS ».
Who Funds You?, un projet britannique basé sur le volontariat des think tanks et géré par des bénévoles a également cherché au début du début des années 2010 à 2019 à évaluer et à promouvoir la transparence des sources de financement des groupes de réflexion au Royaume-Uni,.
Sur la base de 4 critères (revenus divulgués, détails financiers en ligne, donateurs individuels identifiés avec montant de chaque don publié, entreprises bailleur de fonds nommées et montants de chaque don publiés), Who Funds You? a en juin 2012 conclu que les think tanks anglais sont pour la plupart peu ou assez peu transparents, et que les think tanks de gauche sont plus transparents que ceux de droite.
Une partie de l'explication pourrait être que les think tanks britanniques sont souvent déclarés sous le régime, fiscalement avantageux, d'organisme de charité, organismes qui au Royaume-Uni ne sont pas tenu de publier des comptes précis et encore moins de rendre public l'identité des personnes physiques ou morales qui les financent.
À la suite de quelques scandales politicofinanciers, une autorité indépendante (la Charity Commission) a été créée, répondant plutôt au parlement qu'au premier ministre. Elle dispose d'un pouvoir, mais limité à une vérification que les fonds de l'organisme (s'il est déclaré comme organisme de charité) ne sont pas détournés pour des objectifs politiques (ce qui est interdit au Royaume-Uni pour les organismes charitables qui ont un devoir de neutralité).

En cas d'illégalité manifeste, des amendes sont possibles, mais également limitées.
Pendant ou après le processus du référendum sur l'appartenance du Royaume-Uni à l'Union européenne, des lanceurs d'alerte ont montré que plusieurs think tanks, notamment ceux du 55 Tufton Street ont eu des activités et objectifs politiques et manipulateurs, et qu'il se sont en outre dans ce dernier cas, sous la houlette de deux lobbystes conservateurs (Dominic Cummings et Matthew Elliott), secrètement concertés pour manipuler l'opinion en faveur du Brexit (et plutôt d'un « Brexit dur »).